# Епістолярій
Епістолярій - художні твори різних жанрів, написані у вигляді листування персонажів між собою або у яких форму листа чи послання використовують як творчий прийом, а також публіцистичні, політичні та приватні листи видатних історичних і громадських діячів. Першими появами епістолярію як жанру вважають листи Аристотеля, Платона, Сократа (4 ст. до н.е.).